# Сель (паводок)

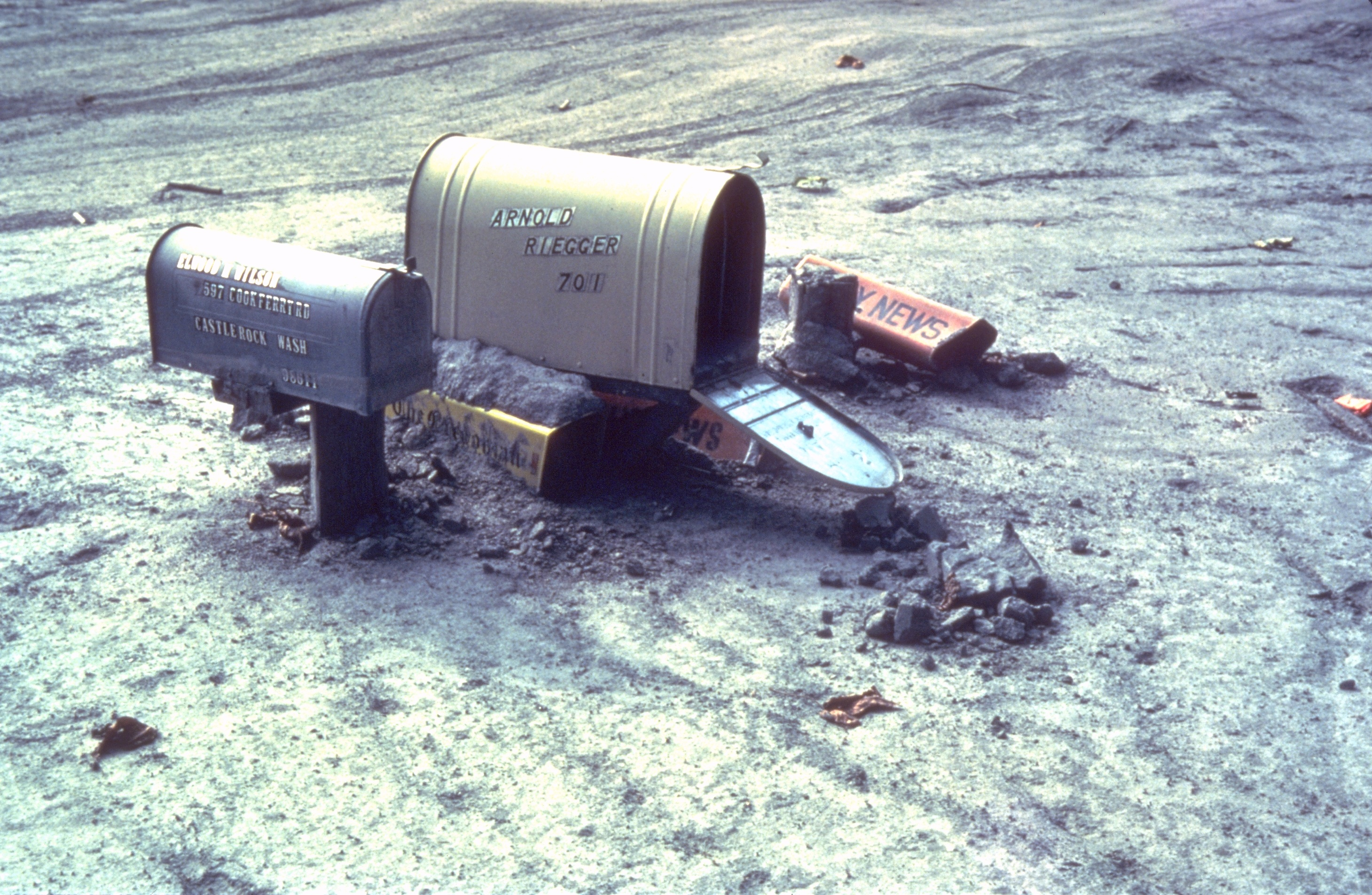
Наслідки проходження селевого потоку

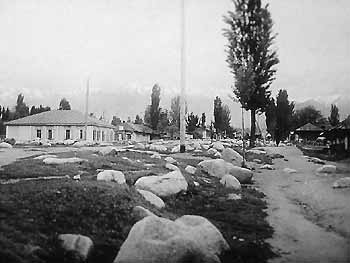
Валуни, які залишив сель

Сель — раптовий короткочасний бурхливий паводок на гірських річках, потічках, ущелинах з величезною кількістю наносів, що надає йому характер бруднокамінного потоку.

## Загальна характеристика
Селі характеризуються високим вмістом твердого матеріалу, що виникають в гірських районах, де є великі запаси пухкого уламкового матеріалу, під час дощів, при інтенсивному таненні снігу і льоду, а також при прориві озер. Причинами виникнення селевих потоків майже завжди є сильні зливи, інтенсивне танення снігу та льоду, промив гребель водойм, а також землетруси та виверження вулканів. Виникненню їх сприяють і антропогенні фактори: вирубка лісів і деградація ґрунтів на гірських схилах, вибухи гірських порід при прокладанні доріг, роботи у кар'єрах, неправильна організація обвалів та підвищена загазованість повітря, що згубно діє на ґрунтово-рослинний покрив.

## Класифікація
За ґранулометричним складом уламкового матеріалу розрізняють такі селі:
- грязьові (частинки 2 мм менше 10 %),
- жорствові (галька і валуни менше 10 %),
- галькові (галька і валуни понад 10 %, але валунів менше 10 %),
- валунні (валуни і брили понад 10 %).

Селі рухаються, як правило, валами висотою 3-10 м.
Залежно від висоти селевих потоків, селеві басейни поділяються на:
- високогірні (2,5 км і більше),
- середньогірні (1,0-2,5 км),
- низькогірні (до 1 км).

За селеактивністю басейни поділяються на три групи:
- Сильноселеносні, що вирізняються інтенсивним створенням та наявністю рихлих уламків. Їхня селева здатність дорівнює 15-35 тис. м³ виносів з 1км² активної площі за один сель.
- Середньоселеносні, що вирізняються інтенсивними процесами вивітрювання і ерозії. Їхня селева здатність значно нижча і має величину в межах 5-15 тис. м³.
- Слабоселеносні, що мають менш інтенсивне вивітрювання і недорозвинену гідрографічну сітку з деякою деформацією русла та схилів. Їхня селева здатність становить до 5 тис. м².

Селі можуть текти в турбулентному і ламінарному режимі, швидкість руху від 2 до 10-15 м/с. Тривалість проходження селя 1-3 години, іноді понад 12 годин. Густина потоків 1,1-2,0 т/м³. Максимальні витрати селевих потоків складають у середньому тисячі м³, об'єм сумарних виносів твердого матеріалу — десятки млн м³, крупність уламків до 3-4 м, маса 100—200 т.
За потужністю (об'ємом) селі поділяються на:
- катастрофічні — характеризуються виносом матеріалу понад 1 млн м³ і спостерігаються, як правило, на земній кулі один раз в 30-50 років;
- потужні — виносять матеріал об'ємом 100 тис. м³ і виникають рідко;
- середні;
- малопотужні — виноситься матеріалу близько 10 тис. м³, і виникають такі селі щорічно, іноді декілька разів на рік.

## Селеві потоки
Селеві потоки (селі) — це короткочасні гірські потоки, які складаються із суміші води і великої кількості твердого матеріалу. Вони виникають унаслідок дощів, інтенсивного розтавання снігу та льоду, завалів і гребель у долинах, де наявні великі запаси розсипчасто уламкового матеріалу.
Селі стають украй небезпечним стихійним гідрологічним явищем, коли селевий потік загрожує населеним пунктам, залізницям, автомобільним дорогам, зрошувальним системам та іншим важливим об'єктам.
Розрізняють три головних типи механізму зародження селів: ерозійний, проривний та обвально-зсувний.

## Методи дослідження
Методи дослідження селевих процесів та їхніх наслідків можна поділити на декілька груп:
- дослідження передумов розвитку селів:

1. Аналіз даних на гідрометео- і сельових станціях;
2. Метод натурних експериментів;
3. Польові експедиційні дослідження;
4. Дослідження району розвитку селів за космознімками.

- Характеристики зафіксованих сельових потоків — досліджують безпосередньо в полі, з'ясовують характеристики сельових потоків прямими та непрямими методами. Прямі методи застосовують під час спостережень проходження селю, а непрямі — за слідами його дії протягом шляху сходження. Визначають такі параметри:

1. Швидкість руху сельового потоку(обчислюють методом поплавків);
2. Рівень селю (закладання рейок);
3. Витрати селю (метод розрахунків);
4. Об'єм наносів і об'єм селю (дослідження профілів та закладання шурфів);
5. Щільність селю (метод відбору проб спеціальним пробовідбірником);
6. Тривалість селю (опитування очевидців або аналіз даних відеокамер);
7. Ударна сила селю (використання радарів та ультразвукових пристроїв).

- Вивчення наслідків діяльності сельових потоків:

1. Польові дослідження рівнів селів;
2. Польові дослідження сельового рельєфу;
3. Польові дослідження сельових відкладів;
4. Дендрохронологічні методи;
5. Дистанційні методи вивчення селів;
6. Картографування сельових явищ;
7. Складання кадастрів селів;
8. Комплексні дослідження.

- Прогнозування сельової активності й ефективності протисельових споруд:

1. Метод картографування;
2. Метод фізичного моделювання;
3. Метод математичного моделювання.

## Методи боротьби
Боротьба з С. ведеться шляхом закріплення ґрунтів (наприклад, холодоаґентом), створенням рослинного покриву, будівництвом спеціальних гідротехнічних споруд (дамб). Оригінальним способом селезахисту є технічне рішення по різкому збільшенню в'язкості і, отже, зменшенню текучості рідкої фази селевого потоку шляхом флокуляції його тонкодисперсної фракції

## Селі в Україні
В Україні селеві процеси спостерігаються у гірських районах Карпат та Криму, на правому березі Дніпра. Наприклад, з періодичністю 11-12 років проходять селі в долинах ярів, що розташовані на Південному березі Криму. До катастрофічних тут належать селі з об'ємом виносу 10-100 тис. м³ та періодичністю 1-5 років. Площа ураження селевими потоками становить від 3 до 25 % території України. В Криму вони поширюються на 9 % території, в Закарпатській області — на 40 %, в Чернівецькій — 15 %, в Івано-Франківській — 33 %.